# Jana Synková
Jana Synková (18. dubna 1944 Praha – 27. prosince 2024 Praha) byla česká divadelní, filmová a televizní herečka a komička.

## Život
Po maturitě (1961) byla jednu sezonu elévkou Městského divadla v Mladé Boleslavi, poté vystudovala DAMU, kterou ukončila v roce 1967. V průběhu studií působila v pražské experimentální scéně Maringotka (1964–1965), po absolutoriu nastoupila do libereckého Divadla F. X. Šaldy (1967–1969). V roce 1969 se stala členkou souboru Naivního divadla Liberec (od roku 1963 Studio Ypsilon), s nímž přešla v roce 1978 do Prahy. V Ypsilonce působila až do roku 2023, kdy zároveň obdržela cenu Master Prix Nadace Život umělce za celoživotní umělecký přínos. Proslavila se zvláště v komediálních rolích, patřila také k filmovým a televizním herečkám.
V posledních letech svého života trpěla Alzheimerovou chorobou, na kterou 27. prosince 2024 zemřela. Svého manžela Jana Schmida přežila o půl roku.

## Filmografie
- 1968 Farářův konec – dívka
- 1970 Takže ahoj – Helena
- 1976 Hra o jablko – laborantka
- 1979 Jak rodí chlap – kpt. Jeřábková
- 1980 Evžen mezi námi – redaktorka
- 1981 Kalamita – primářka
- 1981 V podstatě jsme normální – Skřivánková
- 1982 Schůzka se stíny – švagrová
- 1982 Únos Moravanky – starší žena
- 1983 Evo, vdej se! – Kódlová
- 1984 Slané pohádky
- 1986 Smrt krásných srnců – Gutová
- 1989 Můj přítel d'Artagnan
- 1991 Milostivé léto
- 1991 Mozart v Praze
- 1992 Jaké vlasy má Zlatovláska
- 1993 Akumulátor 1 – zvědavá paní
- 1994 Saturnin – teta Kateřina
- 1995 Byl jednou jeden polda – psycholožka Kudláková
- 1995 Malostranské humoresky – paní Ela
- 1995 Život na zámku – Květa Kocourková, ředitelka gymnázia
- 1996 Bubu a Filip – paní Kuncová
- 1996 Kamenný most – profesorka
- 1997 Byl jednou jeden polda II – Major Maisner opět zasahuje! – psycholožka Kudláková
- 1997 Motel Anathema
- 1999 Byl jednou jeden polda III – Major Maisner a tančící drak – psycholožka Kudláková
- 2006 Prachy dělaj člověka – maminka
- 2013 Babovřesky – drbna Horáčková
- 2014 Babovřesky 2 – drbna Horáčková
- 2015 Babovřesky 3 – drbna Horáčková
- 2018 Chata na prodej – babička
- 2018 Po čem muži touží
- 2019 Špindl 2

## Rozhlas
- Jiří Kamen: Láska vše zachrání (1986); účinkovali: Marek Eben, Jana Synková, Jan Přeučil, Adolf Kohuth, Blanka Blahníková, Jiří Hálek, Jiří Sovák, Libuše Havelková, Jiří Lábus, Jiří Němeček, Petr Popelka; hudba: Miroslav Kořínek; režie: Jan Schmid